# Fortress (filme de 1985)
Fortress (bra: A Fortaleza) é um telefilme australiano, rodado no ano de 1985, e que conta a história de um grupo de crianças moradoras de uma aldeia, que tem sua escola invadida e junto com sua professora, são sequestradas por um grupo de mascarados, e presos numa caverna no meio da mata.